# Osvaldo Piazza
Osvaldo José Piazza (Buenos Aires, 6 de abril de 1947) es un exfutbolista y exentrenador argentino. Jugaba de defensa central y se retiró de la actividad profesional en diciembre de 1983 en el AS Corbeil-Essonnes. La mayor parte de su carrera deportiva la disputó en Francia jugando por el Saint-Étienne durante siete temporadas, en las que consiguió un total de seis títulos, tres Ligue 1 consecutivas entre 1974 y 1976 y tres Copa de Francia coronándolo como uno de los ídolos de ese club.
Su carrera como entrenador la inició en Francia, pero sería en Vélez Sarsfield donde conseguiría el éxito ganando 3 títulos. También lograría títulos en su paso por Perú y Paraguay. En el 2005 dejaría de dirigir profesionalmente.

## Trayectoria

### Futbolista
Comienza su carrera deportiva en las divisiones menores del club Lanús, en 1967 hace su debut como profesional. En el cuadro granate llega a permanecer durante 5 temporadas disputando un total de 113 partidos y marcando un gol. En 1972 es traspasado al Saint-Étienne de Francia.

#### Saint-Etiene
En 1972 llega al Saint-Étienne, rápidamente el entrenador Robert Herbin lo sitúa en la defensa haciendo dupla con Christian López. Llegó a ser uno de los mejores jugadores en la historia del Saint-Étienne y vivió una época dorada del Club. Fue tricampeón de la Liga de Francia con "les verts" 1974-1975-1976. También consiguió 3 Copa de Francia y además en 1976 fue finalista de la Copa de Campeones de Europa 1975-76, donde fue pieza fundamental en el engranaje del equipo, perdiendo la final con el poderoso Bayern Múnich 1-0. Estuvo 7 temporadas en el Saint-Étienne, llegando a ser un líder del equipo y compartió vestuario con figuras como Platini, Rocheteau, Johnny Rep entre otros.

#### Vélez Sarsfield
En 1979, Piazza regresa a Argentina con la idea de culminar su carrera como jugador, retornando al club Vélez Sarsfield. Permanece en el equipo hasta 1982, llegando a disputar 104 encuentros. 

#### AS Corbeil-Essonnes
Culmina su carrera en 1983 jugando en el club Corbeil-Essones de la Ligue 2.

#### La Selección Argentina
Fue seleccionado 15 veces en el equipo nacional de Argentina por César Luis Menotti que se preparaba para el mundial de 1978 en Argentina justamente, pero por razones familiares no pudo asistir a este evento.

### Entrenador
Empezó su carrera como director técnico en el Argentino de Quilmes, de la ciudad de Quilmes en Argentina, en 1990-1991. Más tarde pasa a Almirante Brown de San Justo. Luego, en 1992, emigra al Paraguay para entrenar al Olimpia.
Luego de trabajar en las divisiones inferiores del Vélez Sarsfield, Piazza dirige el primer equipo ante la partida de Carlos Bianchi a Italia. Gana el Torneo Clausura 1996 y ese mismo año obtiene de manera invicta la Supercopa Sudamericana ganándole las dos finales al Cruzeiro de Brasil. En 1997 obtiene la Recopa Sudamericana frente a River Plate en Japón.
En agosto de ese año no es renovado su contrato por la dirigencia del club de Liniers a pocos días del comienzo del Torneo Apertura y la Supercopa de ese año.
En 1998 parte hacia Lima y asume la dirección técnica del club Universitario de Deportes obteniendo el título del donde gana el Torneo Apertura con lo cual le daba un cupo en la final del torneo peruano que la disputaría ante Sporting Cristal. En el primer partido sería una derrota por 2 a 1 y en la revancha el cuadro crema vencería por el mismo marcador con lo que se definiría desde el punto de penal. Universitario vencería por 4 a 2 con lo que Piazza lograba su segundo título dirigiendo un cuadro extranjero; también destacó en el cuadro crema el trabajo que hizo con los juveniles del club y su debut en la profesional. Al año siguiente es contratado para dirigir a Colón, con quien obtiene el subcampeonato del Clausura 2000. Para el Apertura 2000 asume la dirección técnica de Independiente sin mucho éxito. En el 2002 regresa a Universitario de Deportes para su segundo etapa en el cuadro limeño, pero el equipo atravesaba una crisis económica y los resultados no le favorecieron con lo que su segundo ciclo culminaba rápidamente.
Ocupó luego la dirección técnica de Talleres de Córdoba, club de segunda división argentina. En su última experiencia como técnico dirige Atlético de Rafaela, equipo con el que juega la promoción y pierde la categoría frente a Huracán de Tres Arroyos. En el año 2005 decide dejar permanentemente el trabajo de director técnico, considerando el mismo que no era un buen entrenador y cansado de las críticas. Posteriormente asume como consejero del Club Saint-Étienne, del cual se desvincula en 2007.

## Clubes

### Como futbolista
| Club            | País      | Año         |
| --------------- | --------- | ----------- |
| Lanús           | Argentina | 1967 - 1972 |
| Saint-Étienne   | Francia   | 1972 - 1979 |
| Vélez Sarsfield | Argentina | 1979 - 1981 |

### Como entrenador
| Club                      | País      | Año         |
| ------------------------- | --------- | ----------- |
| AS Corbeil-Essonnes       | Francia   | 1982 - 1983 |
| Almirante Brown           | Argentina | 1990 - 1991 |
| Olimpia                   | Paraguay  | 1992 - 1994 |
| Vélez Sarsfield           | Argentina | 1996 - 1997 |
| Universitario de Deportes | Perú      | 1997 - 1998 |
| Colón                     | Argentina | 1999 - 2000 |
| Independiente             | Argentina | 2000 - 2001 |
| Huracán                   | Argentina | 2001        |
| Universitario de Deportes | Perú      | 2002        |
| Libertad                  | Paraguay  | 2003        |
| Talleres de Córdoba       | Argentina | 2004        |
| Atlético de Rafaela       | Argentina | 2005        |

## Palmarés

### Palmarés como jugador

#### Campeonatos nacionales
| Título          | Club          | País    | Año  |
| --------------- | ------------- | ------- | ---- |
| Copa de Francia | Saint-Etienne | Francia | 1974 |
| Liga de Francia | Saint-Etienne | Francia | 1974 |
| Copa de Francia | Saint-Etienne | Francia | 1975 |
| Liga de Francia | Saint-Etienne | Francia | 1975 |
| Liga de Francia | Saint-Etienne | Francia | 1976 |
| Copa de Francia | Saint-Etienne | Francia | 1977 |

##### Otros logros
- Semi-finalista de la Copa de Campeones de Europa: 1975
- Finalista de la Copa de Campeones de Europa: 1976
- Llamados a la Selección de fútbol de Argentina: 15

### Palmarés como entrenador

#### Campeonatos nacionales
| Título           | Equipo          | País      | Año    |
| ---------------- | --------------- | --------- | ------ |
| Primera División | Vélez Sarsfield | Argentina | 1996-C |
| Liga Peruana     | Universitario   | Perú      | 1998   |

#### Campeonatos internacionales
| Título                 | Equipo          | Sede         | Año  |
| ---------------------- | --------------- | ------------ | ---- |
| Supercopa Sudamericana | Vélez Sarsfield | Buenos Aires | 1996 |
| Recopa Sudamericana    | Vélez Sarsfield | Kōbe         | 1997 |

## Distinciones
- Mejor jugador extranjero del año de Francia: 1975
- Miembro de la Oncena del Anuario de Once de Oro (Onze Mondial): 1976 y 1977[3]